# Sign of the Times
"Sign of the Times" é a primeira canção solo do cantor inglês Harry Styles, contida em seu álbum de estréia homônimo. É o primeiro single do cantor fora da boyband One Direction. Lançada em 7 de abril de 2017 pela Columbia Records, foi escrita por Styles, Ryan Nasci, Mitch Rowland e seus produtores Jeff Bhasker, Tyler Johnson e Alex Salibian. Esteve presente na trilha sonora da telenovela brasileira A Força do Querer.

## Composição
A canção é uma balada de piano, do gênero pop rock e soft rock. De acordo com a revista Billboard, ela "se dobra em soul psicodélico, indie rock e spacey pop." A power ballad mostra influências da música popular do início dos anos 1970.

## Recepção crítica
Tim Jonze do jornal britânico The Guardian descreveu-a como "uma balada, mas não tanto no estilo boyband", e comparou a canção à música da banda americana de indie rock The Walkmen. Jonze também comentou sobre os rumores iniciais de que a canção seria influenciada pela música de David Bowie, dizendo que "se é de fato estilo Bowie, então é o Bowie do álbum Hunky Dory".
Escrevendo para a revista americana Rolling Stone, Brittany Spanos achou que ela "se alinha muito mais com o pop-rock inspirado nos anos setenta dos álbuns mais recentes do One Direction, como Made in the A.M.".
Na revista americana The Atlantic, Spencer Kornhaber escreveu que a canção "continua com o projeto pós-moderno do One Direction de reciclar sons clássicos do rock em pop adolescente. Mas agora ele está abraçando tais sons com mais abandono, menos diversão, um tanto fora das tendências, e o tipo de letra alegre que acena à ansiedade planetária.
Gil Kaufman, da  revista Billboard, escreveu: "Todo artista é um acúmulo de suas influências, e nesta canção elas vêm velozes e furiosas, pois Styles parece estar mostrando seu alcance e fazendo um claro esforço  para afastar-se corajosamente do pop fabricado de seu passado." Kaufman opinou que ela "junta influências de Pink Floyd e David Bowie a Spacehog, Suede, Coldplay, The Beatles, Eric Carmen e Prince." Também para a Billboard, Jason Lipshutz escreveu que ela é "resoluta, determinada, totalmente comprometida com sua mensagem e som, as tendências de rádio que se danem. Embora ele exponha suas influências (Bowie), nada neste este single se curva às expectativas das pessoas. Ele concluiu dizendo que a canção "soa sem esforço, mas chegar sem nenhum elemento incompleta é uma conquista em uma indústria da música onde é esperado que os artistas pop produzam música nova a um ritmo insustentável".
No jornal britânico The Telegraph, Alice Vincent descreveu-a como uma "balada de piano avassaladora com uma produção um tanto exagerada" e opinou, "é também... um pouco chata. Uma grande, desajeitada canção de se cantar junto que mostra a proeza vocal de Styles - especialmente com uma inesperada, ligeiramente gritante ponte em falsete  - mas não é muito divertido." Desde seu lançamento no 30º aniversário do álbum do cantor Prince Sign "O" the Times, Andy Cush da revista americana Spin comentou, "está claro que esta é a tentativa de Styles de distinguir-se como um artista com real profundidade. Mas a música em si não tem quase nada a ver com o Prince-em vez disso, pense em Oasis, Elton John em sua fase mais bombástica, John Lennon dos anos 70. Cush considerou-a "pomposa, exagerada, e demasiado longa" e observou que ela "tem somente aqueles três acordes, e vai direto voar nas alturas com forte chimbau e guitarra no primeiro refrão, esperando que você se sinta comovido sem pausar para considerar porquê."

## Apresentações ao vivo
Styles está previsto como a atração musical do episódio de 15 de abril do programa Saturday Night Live. Em 21 de abril, Styles aparecerá no programa da BBC The Graham Norton Show, para sua primeira performance solo em sua terra natal, o Reino Unido.

## Desempenho nas tabelas musicais
| Tabela musical (2017)                                  | Melhor posição |
| ------------------------------------------------------ | -------------- |
| Alemanha (Media Control Charts)                        | 20             |
| Austrália (ARIA Charts)                                | 1              |
| Áustria (Ö3 Austria Top 40)                            | 2              |
| Bélgica (Ultratop 50 de Flandres)                      | 11             |
| Bélgica (Ultratop 40 da Valônia)                       | 18             |
| Brasil (Brasil Hot 100 Airplay)                        | 92             |
| Brasil (Brasil Hot Pop Songs)                          | 20             |
| Canadá (Canadian Hot 100)                              | 6              |
| Dinamarca (Tracklisten)                                | 20             |
| Escócia (The Official Charts Company)                  | 1              |
| Eslováquia (IFPI Slovenská Republika)                  | 2              |
| Espanha (Productores de Música de España)              | 4              |
| Estados Unidos (Billboard Hot 100)                     | 4              |
| Estados Unidos (Pop Songs)                             | 12             |
| Estados Unidos (Adult Pop Songs)                       | 14             |
| Estados Unidos (Adult Contemporary)                    | 25             |
| Finlândia (IFPI Finlândia)                             | 1              |
| França (Syndicat National de l'Édition Phonographique) | 3              |
| Hungria (Magyar Hanglemezkiadók Szövetsége)            | 5              |
| Irlanda (Irish Recorded Music Association)             | 6              |
| Itália (Federazione Industria Musicale Italiana)       | 9              |
| México (Mexico Inglés Airplay)                         | 1              |
| Nova Zelândia (NZ Top 40 Singles)                      | 9              |
| Noruega (VG-lista)                                     | 20             |
| Países Baixos (MegaCharts)                             | 26             |
| Polónia (Związek Producentów Audio Video)              | 4              |
| Portugal (Portugal Digital Songs)                      | 3              |
| Reino Unido (UK Singles Chart)                         | 1              |
| Chéquia (IFPI Česká Republika)                         | 5              |
| Suécia (Sverigetopplistan)                             | 15             |
| Suíça (Schweizer Hitparade)                            | 10             |
| União Europeia (Euro Digital Songs)                    | 1              |

| País (Empresa)             | Certificação |
| -------------------------- | ------------ |
| Austrália (ARIA)           | Platina      |
| Bélgica (BEA)              | Ouro         |
| Brasil (Pro-Música Brasil) | 2× Platina   |
| Canadá (Music Canada)      | Platina      |
| Estados Unidos (RIAA)      | Ouro         |
| Itália (FIMI)              | Platina      |
| México (AMPROFON)          | Ouro         |
| Nova Zelândia (RMNZ)       | Ouro         |
| Reino Unido (BPI)          | Ouro         |
| Suécia (GLF)               | Ouro         |

## Histórico de lançamento
| País        | Data                | Formato           | Gravadora         |
| ----------- | ------------------- | ----------------- | ----------------- |
| Mundo       | 7 de abril de 2017  | Download digital  | Erskine, Columbia |
| Itália      | 7 de abril de 2017  | Rádios mainstream | Sony              |
| Alemanha    | 13 de abril de 2017 | Rádios mainstream | Sony              |
| Reino Unido | 14 de abril de 2017 | Rádios mainstream | Columbia          |